# Máscaras en otoño
Máscaras en otoño es una película en blanco y negro de Argentina dirigida por Dino Minitti sobre su propio guion escrito en colaboración con Agustín Mahieu que fue realizada en 1964 pero no fue estrenada en cines y solamente fue exhibida en televisión. Está protagonizada por Bernardo Perrone, María Cristina Laurenz, Héctor Pellegrini y Fanny Brena.

## Sinopsis
Un viejo actor buscavidas se niega a relacionarse con la realidad y cuando quiere trabajar ya no puede competir con los más jóvenes.

## Reparto
- Bernardo Perrone
- María Cristina Laurenz
- Héctor Pellegrini
- Fanny Brena
- Mario Passano
- Maurice Jouvet
- Lola Palombo
- Jorge Beillard
- Juan J. Acevedo
- Orlando Bohr
- Ricardo Carenzo
- Mabel Cristina Gómez
- Luis Orbegoso
- Alberto Greco
- Lelio Lesser
- Betty Cossoy
- Esteban Nesich
- Diana Díaz
- Tomás Orsini
- Mirta del Valle
- Félix Tortorelli
- Cecilia Montes
- Pablo Noia
- Erika Wallner
- Abelardo Sandón